# アンビグラム

アンビグラム（ambigram, またはinversion, flipscript）は、グリフを与えられた形式だけでなく、回転や鏡像などの、異なる見方や、図地反転、敷詰などの視覚的な異なる見方からも読み取れるようにしたグラフィカルな文字のこと。テキストはいくつかの語からなる場合もあり、異なる方向で綴られたテキストは同一のものであることが多いが、違うテキストになることもある。ダグラス・ホフスタッターはアンビグラムを「2つの異なる読み方を同一のひとそろいの曲線に何とかして押し込める筆記体デザイン」と述べている。
わかりやすく言うと、文字を180度回転させたり、鏡に写したりしてできるデザインのことで、多くはシンメトリカルで、同じ語に読める。

## 歴史
アンビグラムの名手ジョン・ラングドンによると、アンビグラムはラングドンとスコット・キムが1970年代に別々に進化、発展させたという。キムは1981年に最初のアンビグラム集を出した時、『Inversions（反転）』というタイトルで出した。「アンビグラム」という語に言及した最初の本はホフスタッターによるもので、ホフスタッターは1983年から1984年にかけて友人たちのグループが使っていたのがアンビグラムの始まりだと述べている。ホフスタッターの『ゲーデル、エッシャー、バッハ』1999年版の表紙には3次元アンビグラムが使われている。
アンビグラムが有名になったのは、ダン・ブラウンがベストセラー小説『天使と悪魔』でアンビグラムを取り上げてからである。その本で使われたアンビグラムはジョン・ラングドンが制作し、小説の主人公「ロバート・ラングドン」の名前もジョン・ラングドンから採られている。
日本語のアンビグラムについては、1986年に坂根巌夫が「新遊びの博物誌1」のなかで、「日本語はアルファベットより格段に難しく、出来るとしてもごく限られたものになるだろう」と述べている。しかし、『天使と悪魔』が邦訳されてアンビグラムが日本でも広く認知されるようになった頃から、日本語のアンビグラムも数多く作られるようになってきている。

## アンビグラムの種類
アンビグラムはいくつかの種類に分類される。

### Rotational
|  | 回転させたアンビグラムである。通常は180度回転させるが、90度または45度回転させたものもある。回転前と回転後で同じ読み方ができるのが一般的だが、まったく違う読み方になることもある。これは「Symbiotogram Ambigram」と言われ、単純な例だと、「dn」（「down」の小文字略記法）を180度回転させると「up」に読める。 |

### Mirror
|  | いわゆる鏡文字のことである。鏡で反射した時に違う読み方ができる場合は「Glass Door Ambigram」と呼ばれる。ガラス戸を入る時と出る時で違う読み方ができることから付けられた名前であろう。 |

| 「鏡文字」は垂直軸に反射させたMirror Ambigramだが、水平軸に反射させたMirror Ambigramもある（いわゆる「逆さ富士」の状態）。たとえば、大文字の「CHOICE」は水平軸に反射させても同じ読み方ができる。 |

### Figure-ground
ある語の文字と文字（Figure）の間の空白（ground。つまり地、背景）が別の語に読めるデザインのこと

### Chain
語（時には語句）が鎖の形で繰り返し繋がっているデザイン。Rotational Ambigramの場合もあれば、Mirror Ambigramの場合もある。通常、途中から読むと元の字と見える。Rotational Ambigramの時は円形に表されることもある。（サン・マイクロシステムズのロゴなどに使われている）

### Space-filling
Chain Ambigramに似ているが、2次元の平面を充填させるためにアンビグラムを敷き詰めたもの。

### Fractal
Space-filling Ambigramの一種で、敷き詰められた語がそれ自体から分岐し、自己相似的方法で小さくなったところがフラクタルになっているもの。スコット・キムの『TREE』がその例である。

### Coexistence
同じ形状によって二つ以上の語句に見えるデザインのこと。

### Contained   matryoshka
グリフの中に別のグリフが入っているデザインの。
Aの中にBが　若しくは　Aの中にB、C、D...と入っているのが内包型(Contained)と呼ばれ、
Aの中にBが、Bの中にCが、と入っているのがマトリョーシカ型(matryoshka)となる。

### Fractal
一次的アンビグラムではないが、グリフがフラクタル状になったもの

### 3-dimensional
|  | 異なる角度から眺めた時、オブジェクトが異なる文字・語句に見えるデザイン。こうしたデザインはConstructive Solid Geometry（CSG）を使って発生させることができる。 |

### Perceptual shift
|  | シンメトリーではないが文字の曲線をどう解釈するかによって2つの異なる語に読み取れるデザイン。 |

### Natural
印刷上のスタイリングの必要なく、自然な状態で書かれてもシンメトリーを持つもの。たとえば「dollop」と「suns」はそのままでRotational Ambigramsになり、「bud」は垂直軸に反射されたMirror Ambigramに、大文字の「OXIDE」は水平軸に反射されたMirror Ambigramになる。また、縦書きに大文字の「TOOTH」は垂直軸に反射されたMirror Ambigramになる。

## 例

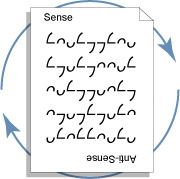
AmbiScriptはアンビグラムを遺伝子データの操作ならびに解析の助けとして使っている。

グラフィックデザインにおいては、アンビグラムは錯視、シンメトリー、視覚で楽しむものとして使われる。その愛好家は形と内容の間にある関係でそれを評価する。とくに独特のシンメトリーから、宣伝ロゴ、本やアルバムのカバー、入れ墨のデザインなどに利用されている。

### 本
- Panama Oxridge『Justin Thyme』 - 「Justin」のロゴを180度回転させたRotational Ambigramが「Thyme」に見える仕掛け。
- ジョン・ラングドン『Wordplay』 - タイトルを180度回転させたRotational Ambigramも「Wordplay」と読める仕掛け。
- 結城浩『数学ガール・ゲーデルの不完全性定理』 - 物語に登場する図書館のロゴ、蔵書印「双倉図書館」が左右対称のアンビグラムとなっている。
- 西尾維新　ローマ字表記がNISIOISINであり、NISIOのOを中心に180°回転させたアンビグラムとなっている。

### 音楽
- ナイン・インチ・ネイルズのロゴ（バンドの日本語版ページ参照）
- ANGEL（Casablanca Records、1977年）のロゴ。デザインはRobert Petrick。
- 5th PROJEKT『CiRCADiAN』のカバー。（アルバムの英語版ページ参照）
- ポール・マッカートニー『ケイオス・アンド・クリエイション・イン・ザ・バックヤード』のAlternate coverのポールの名前。（アルバムの英語版ページ参照）
- グレイトフル・デッド『ライヴ/デッド』の裏のジャケット。「DEAD」の文字が「ACID」と読める。
- BRAHMAN「ANTINOMY」のロゴ。180度回転するとそれぞれ「BRAHMAN」「ANTINOMY」と読める。
- オーイシマサヨシ『L'oN』のMV内には、数多くのアンビグラム「夢」「内緒」「在」などが散りばめられている。

### 企業

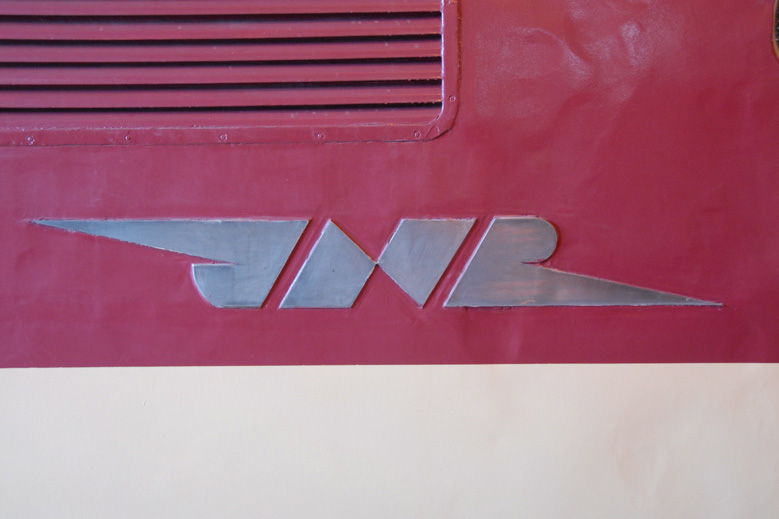
日本国有鉄道（JNR）のロゴ

Nissin

New Man

- 明治乳業のプロテインサプリメント、ZAVASのロゴ。
- サン・マイクロシステムズのロゴ。（英語版参照） - シンメトリーなRotationalかつChain Ambigramになっている。デザインはVaughan Pratt。
- シャオミのロゴ。180度回転すると「心」と読める。
- デロリアンのロゴ。（英語版ページ参照）
- 日清のアルファベット表記、NISSIN。(NaturalのRotational Ambigram)また、同時に回文でもある。
- Newmanのロゴ。デザインはレイモンド・ローウィ。
- 森永乳業から販売されているアイスクリーム「MOW」のロゴ。
- ワーナー・ミュージック・グループのBlacksmith Recordsのウェブサイトにあるロゴ。

### その他

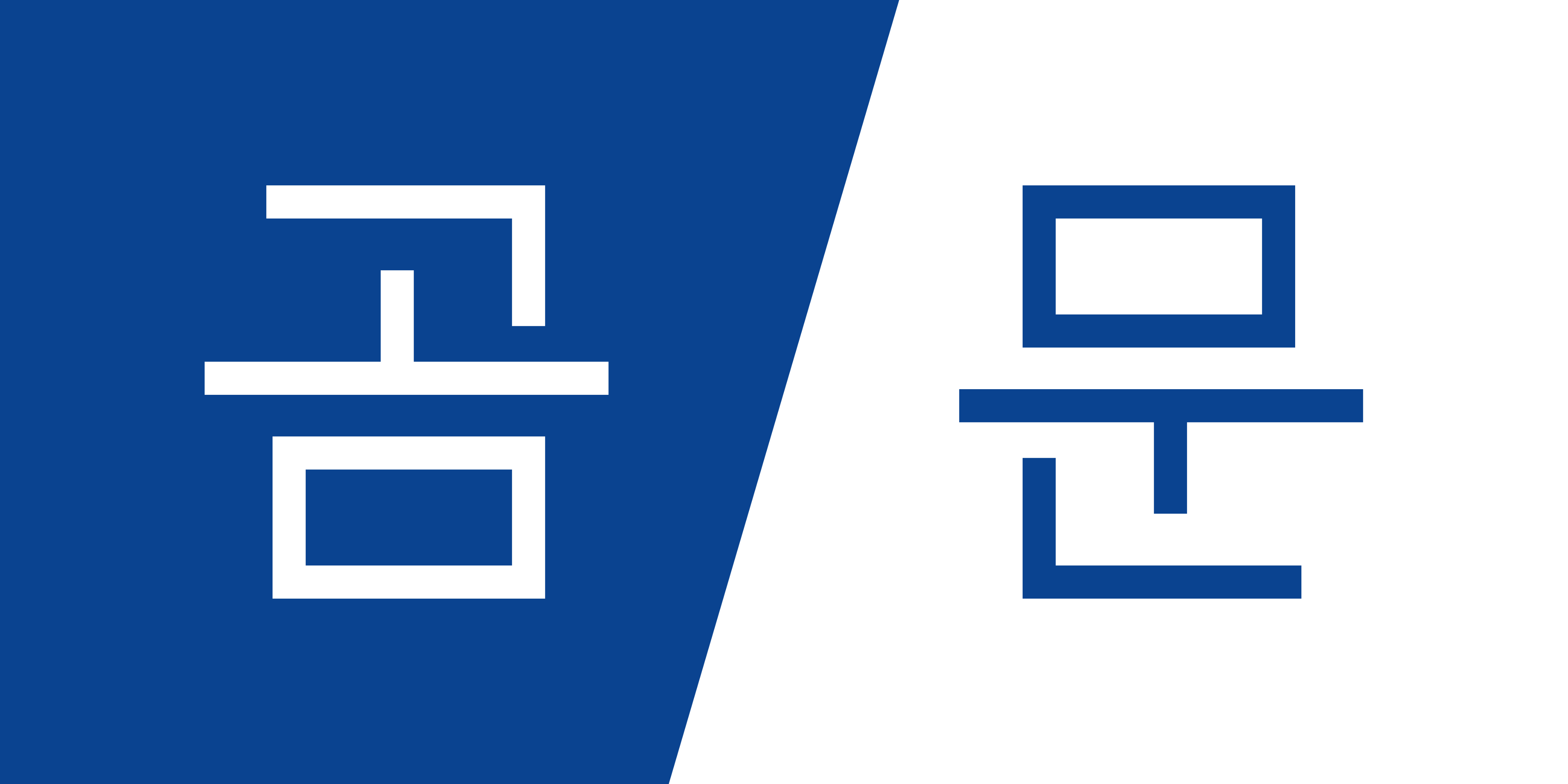
곰 / 문 (クマ/ドア 韓国語で)

- NASAのGOESのロゴ。デザインはスコット・キム。（英語版ページ参照）
- Mosukiのロゴ。the online calendar sharing site
- 映画『プリンセス・ブライド・ストーリー』の20周年記念版DVDのロゴ。
- 映画『天使と悪魔』の画中に紋章
- ボイス・オブ・アメリカのロゴ。